# Летающее крыло

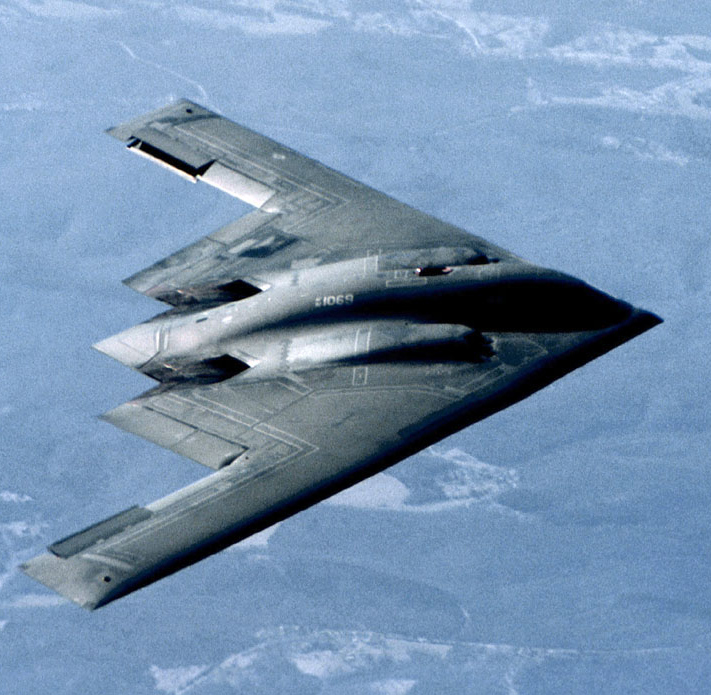
Стратегический бомбардировщик B-2 Spirit

«Лета́ющее крыло́» — разновидность аэродинамической схемы планера самолёта типа «бесхвостка» с редуцированным фюзеляжем, роль которого играет крыло, несущее все агрегаты, экипаж и полезную нагрузку. Планер такого типа пригоден только для использования на дозвуковых скоростях, поскольку при сверхзвуковых скоростях становится практически неуправляемым по рысканию. 

## Преимущества и недостатки
Преимуществом схемы «летающее крыло» является то, что подъёмную силу создаёт вся поверхность самолёта, а не лишь её часть, как это происходит в классической компоновке. Отсутствие необходимости поднимать в воздух фюзеляж и большие плоскости управления значительно снижает удельную массу планера и даёт возможность существенно увеличить массу полезной нагрузки. Также форма самолёта очень легко оптимизируется для уменьшения эффективной площади рассеяния и радиолокационной заметности самолёта, что крайне важно для военных самолётов.
Недостатки схемы являются продолжением её достоинств — небольшое удаление плоскостей управления от центра масс обусловливает их низкую эффективность, что делает самолёт очень неустойчивым — рыскливым — в полёте. Невозможность решить эту проблему до внедрения электродистанционных систем управления, автоматически поддерживающих прямолинейный полёт, привела к тому, что самолёты такой схемы до сих пор не получили массового распространения.

## Примеры самолётов

### СССР
В СССР с 1922 года Борис Черановский занимался конструированием и постройкой планёров и лёгких самолётов типа «летающее крыло» (планёры БИЧ).
В 1930—1940 годах авиаконструктором Никитиным разрабатывался лёгкий торпедоносец-планёр специального назначения ПСН-1 и ПСН-2 типа «летающее крыло» в двух вариантах: пилотируемый тренировочно-пристрелочный и беспилотный с полной автоматикой.

### Германия

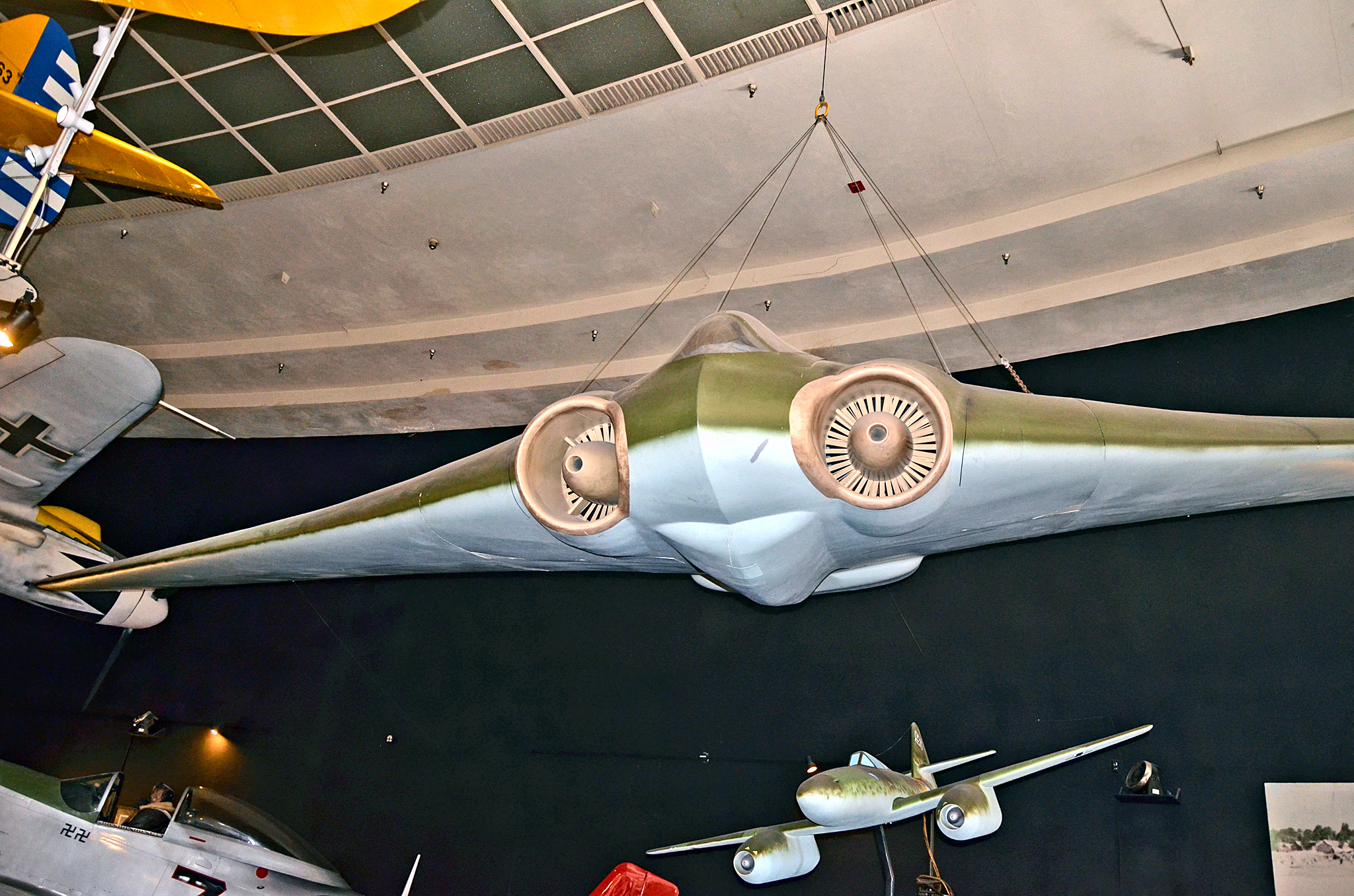
Horten Ho 229

В нацистской Германии до Второй мировой войны и во время её со схемой «летающее крыло» работали братья Хортен. Ими были спроектированы и построены несколько экспериментальных планеров и самолётов разного назначения. В частности, по программе «1000*1000*1000» (доставка 1000 килограммов бомб на 1000 километров со скоростью 1000 км/ч) с 1943 года разрабатывался и проходил опытную эксплуатацию первый в мире крупный самолёт схемы «летающее крыло» — истребитель-бомбардировщик Horten Ho 229 с реактивными двигателями.

### Аргентина

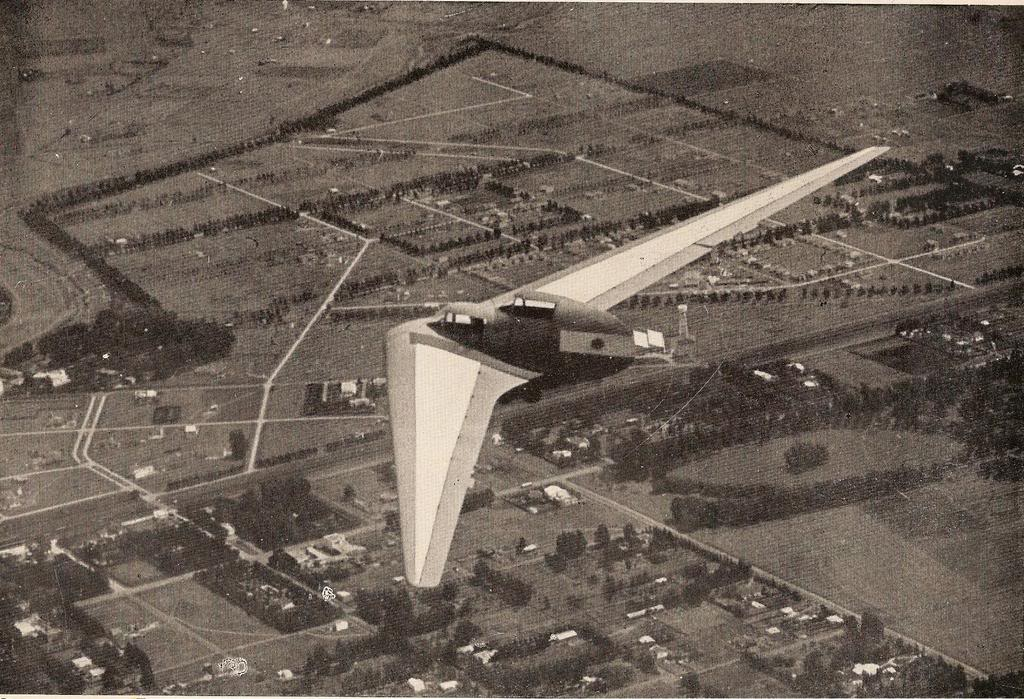
FMA I.Ae. 34 Clen Antú

В послевоенной Аргентине конструированием и постройкой планёров и лёгких и средних самолётов типа «летающее крыло» занимались на фирме FMA покинувшие Германию братья Хортены — Вальтер и Реймар. Построенные в единичных экземплярах, испытывались:
- FMA I.Ae. 34 Clen Antú
- FMA I.Ae. 37 Ala Delta
- FMA I.Ae. 38 Naranjero
- FMA I.Ae. 41 Urubú

### США

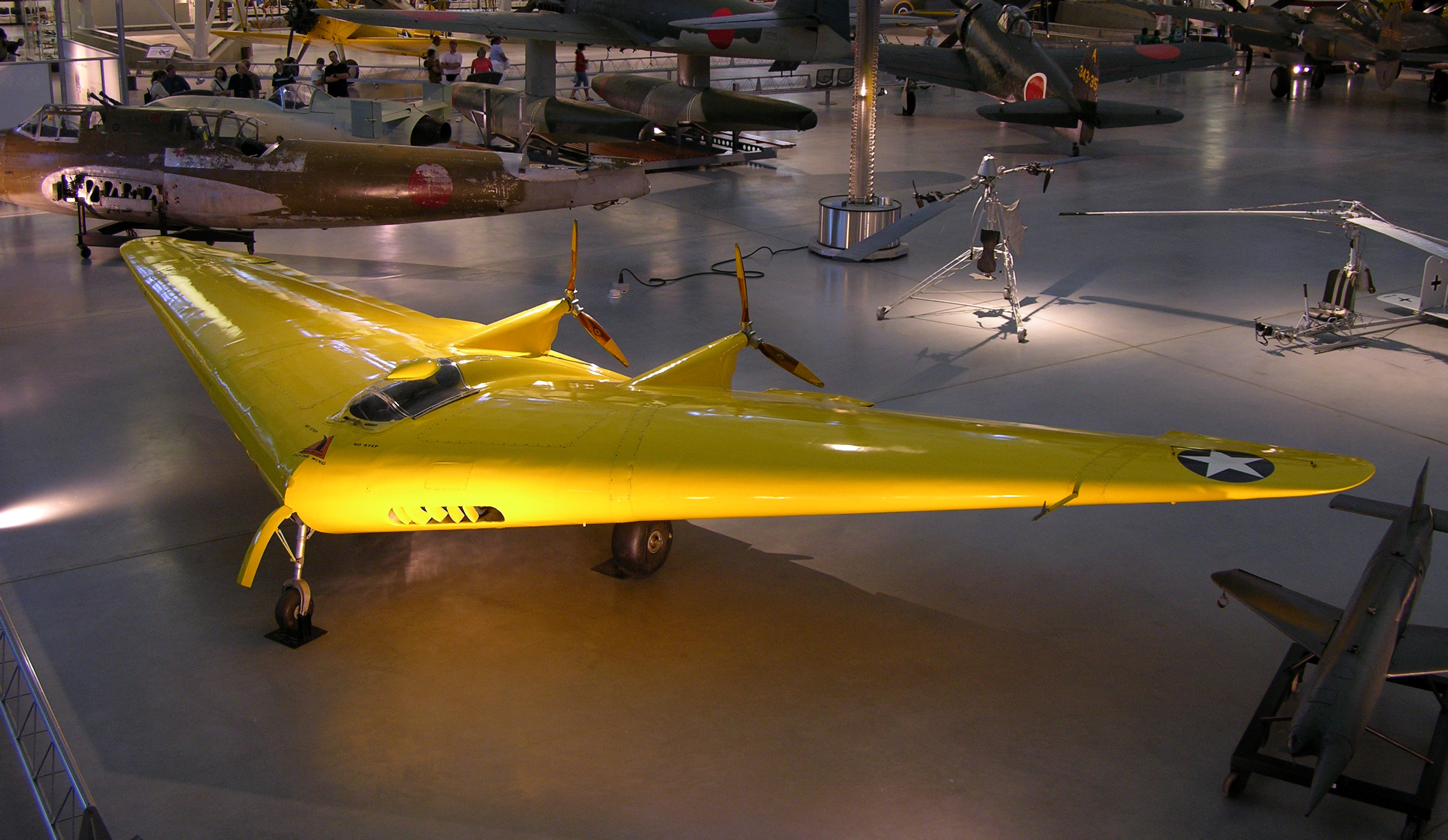
Northrop N-1M

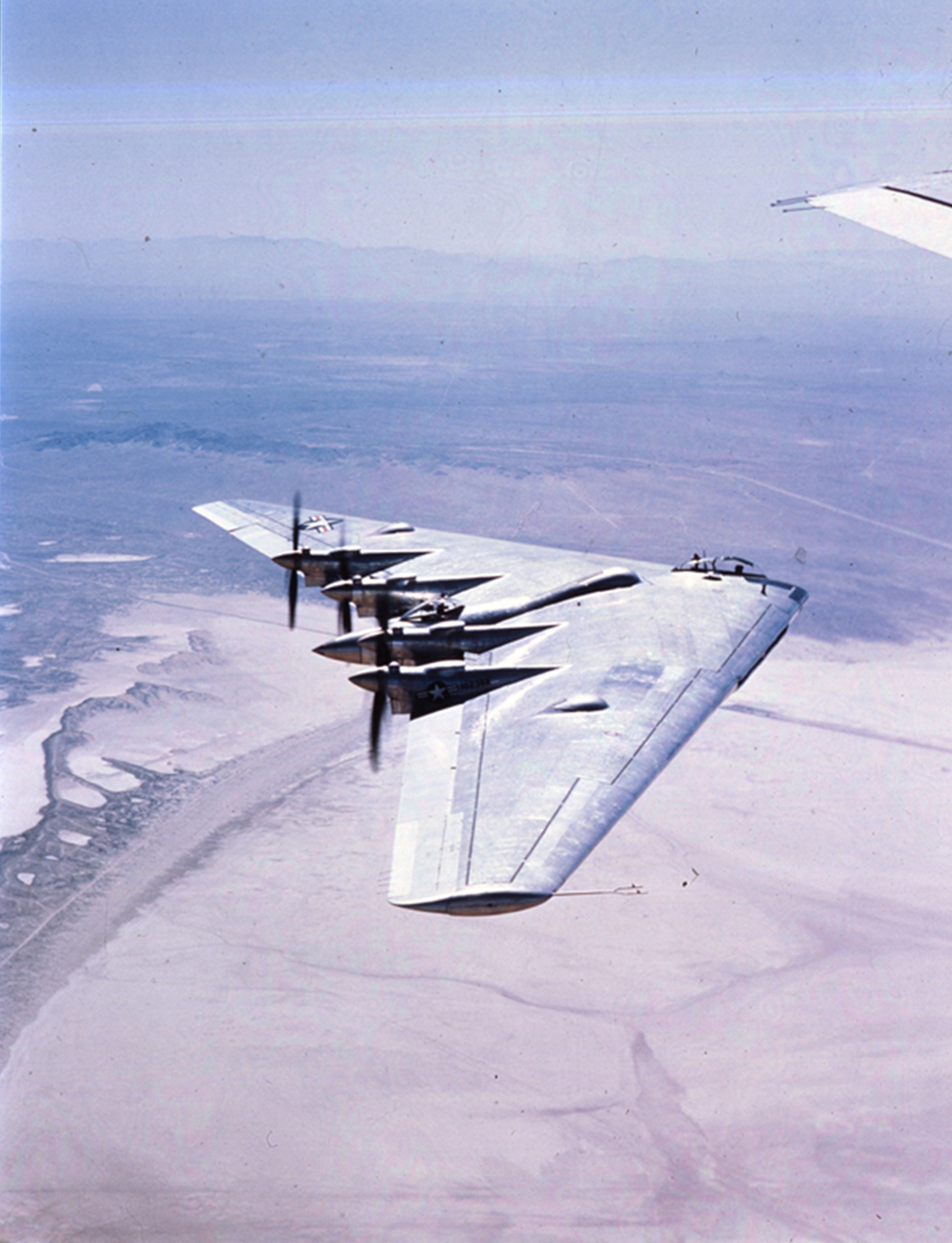
Northrop XB-35

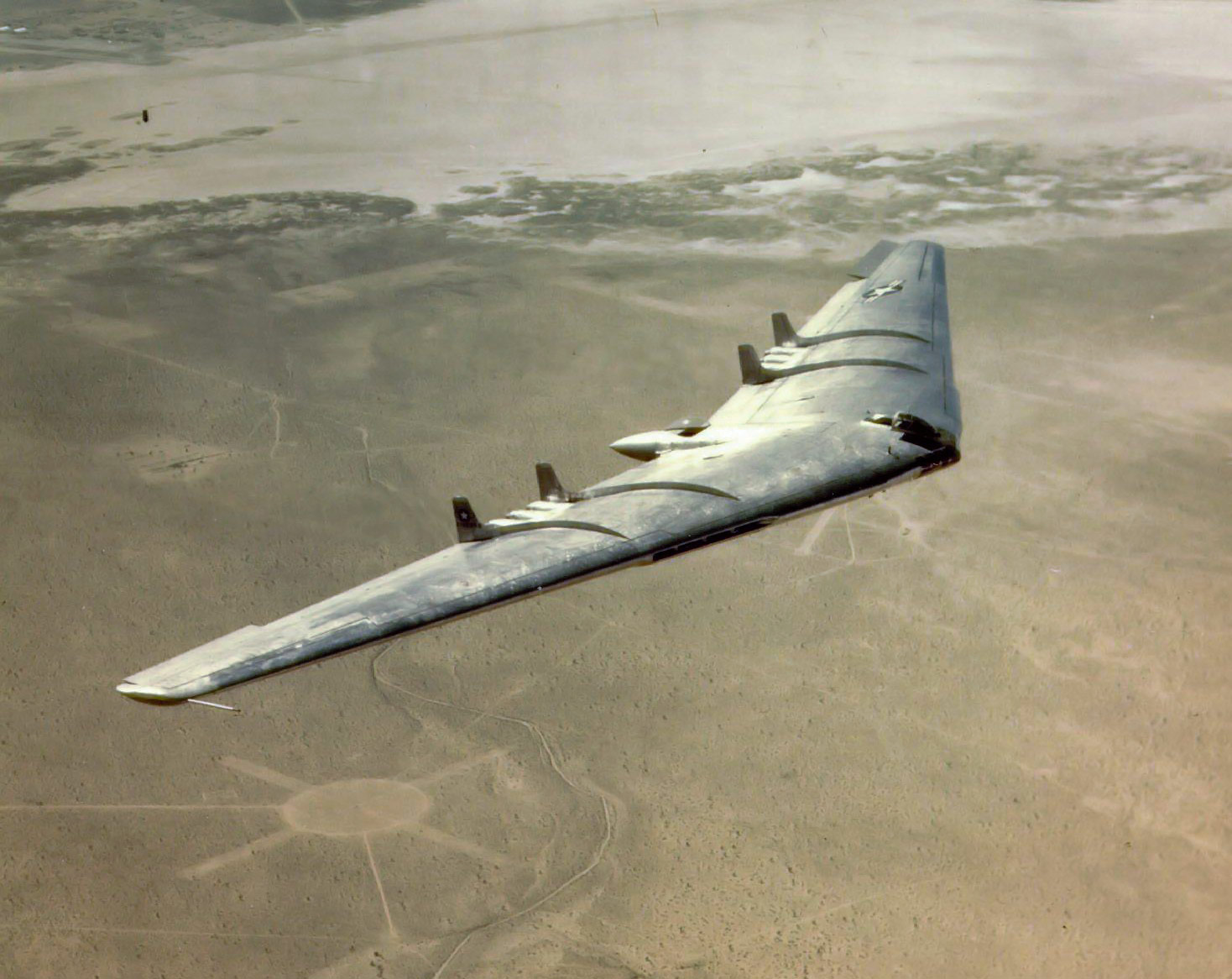
Northrop YB-49

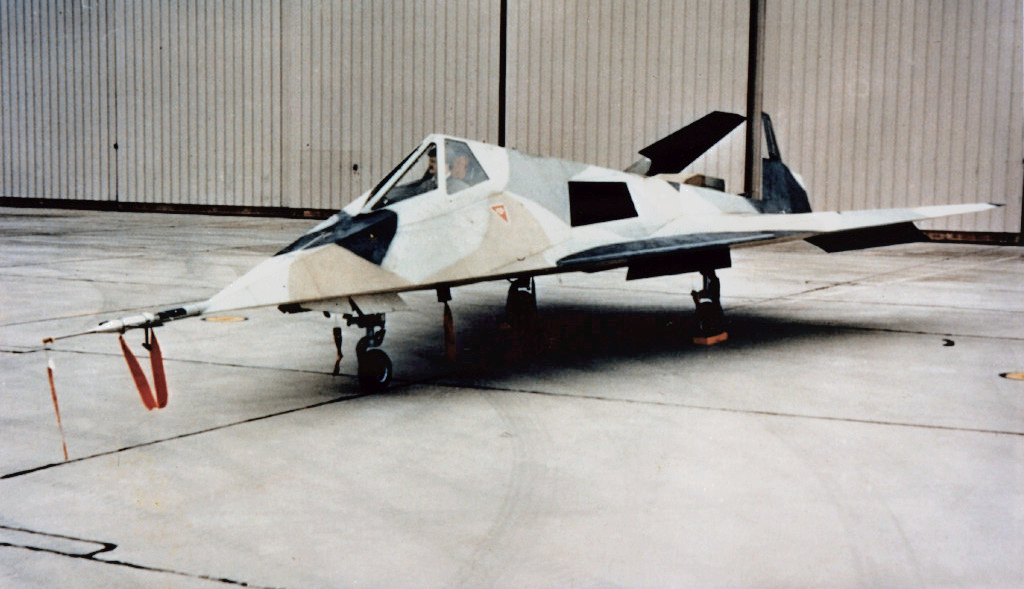
Lockheed Have Blue

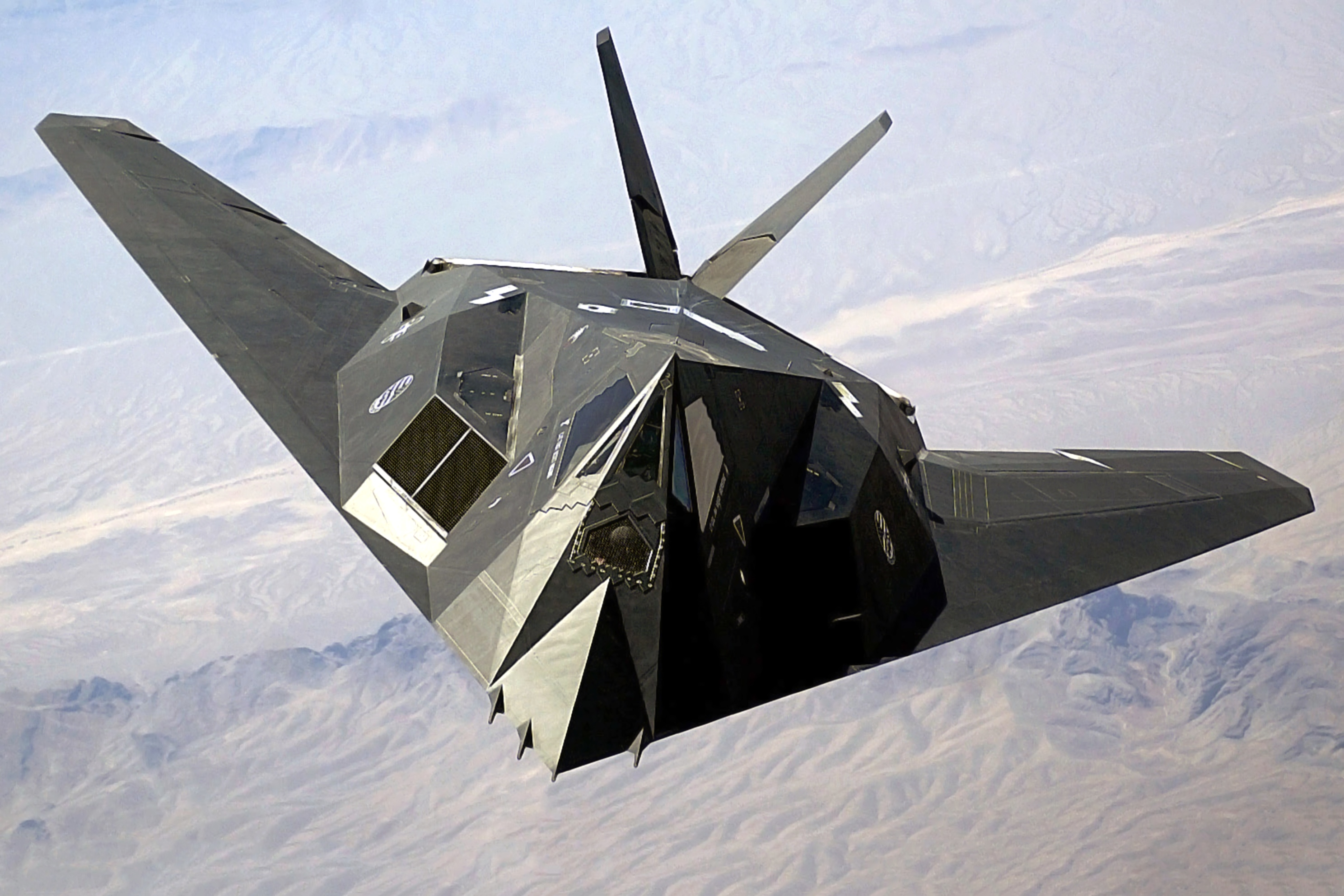
Lockheed F-117 Nighthawk

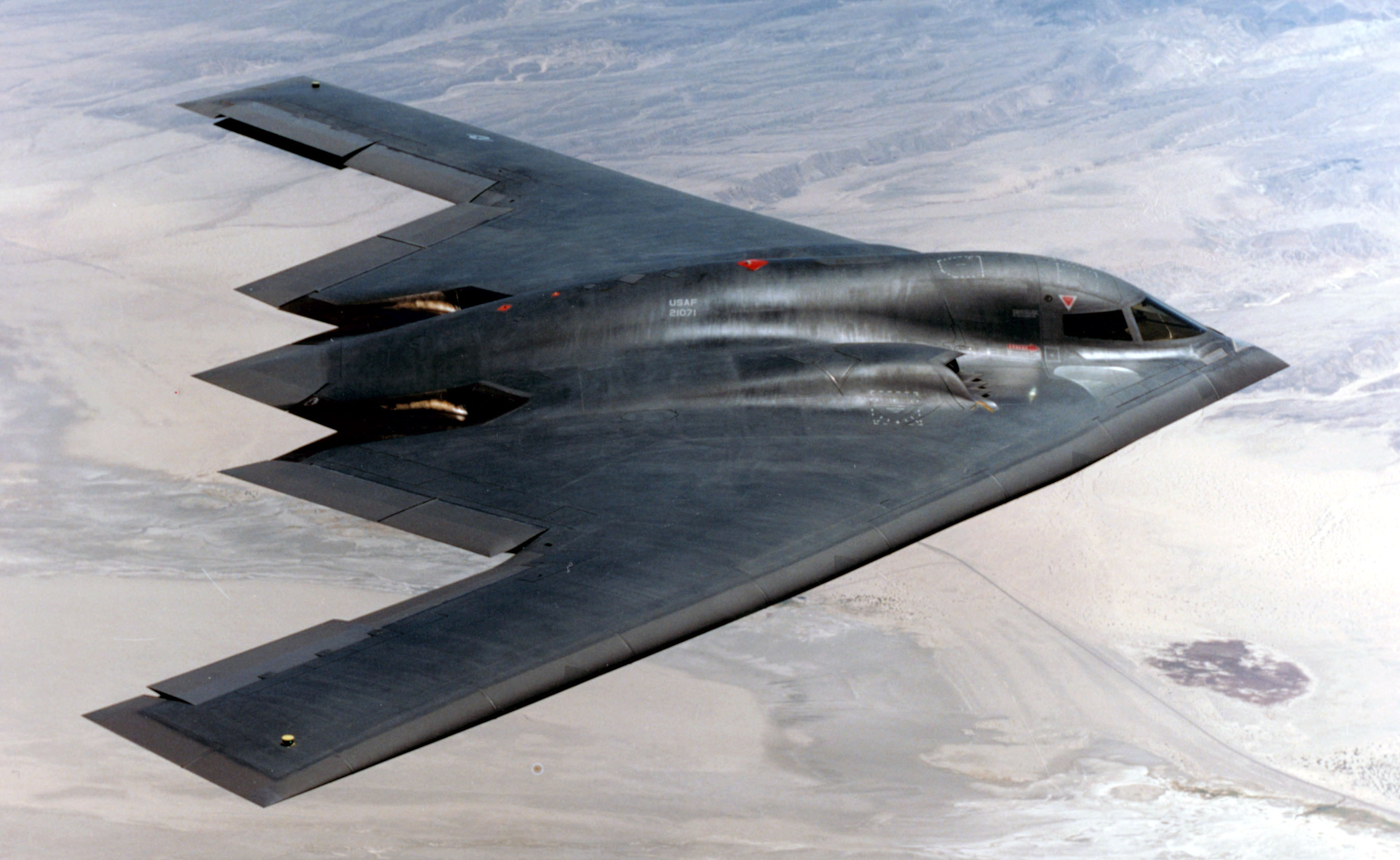
Northrop B-2 Spirit

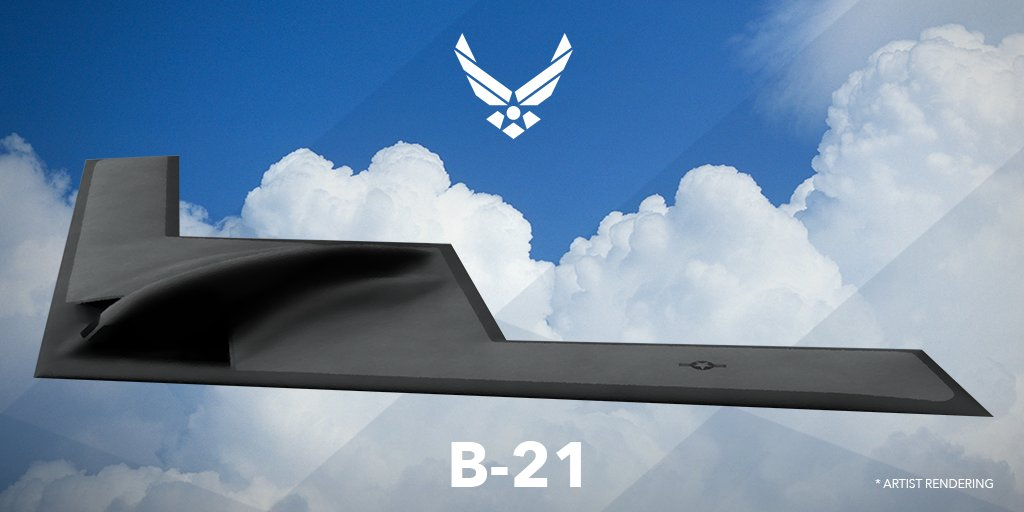
Northrop Grumman B-21 Raider

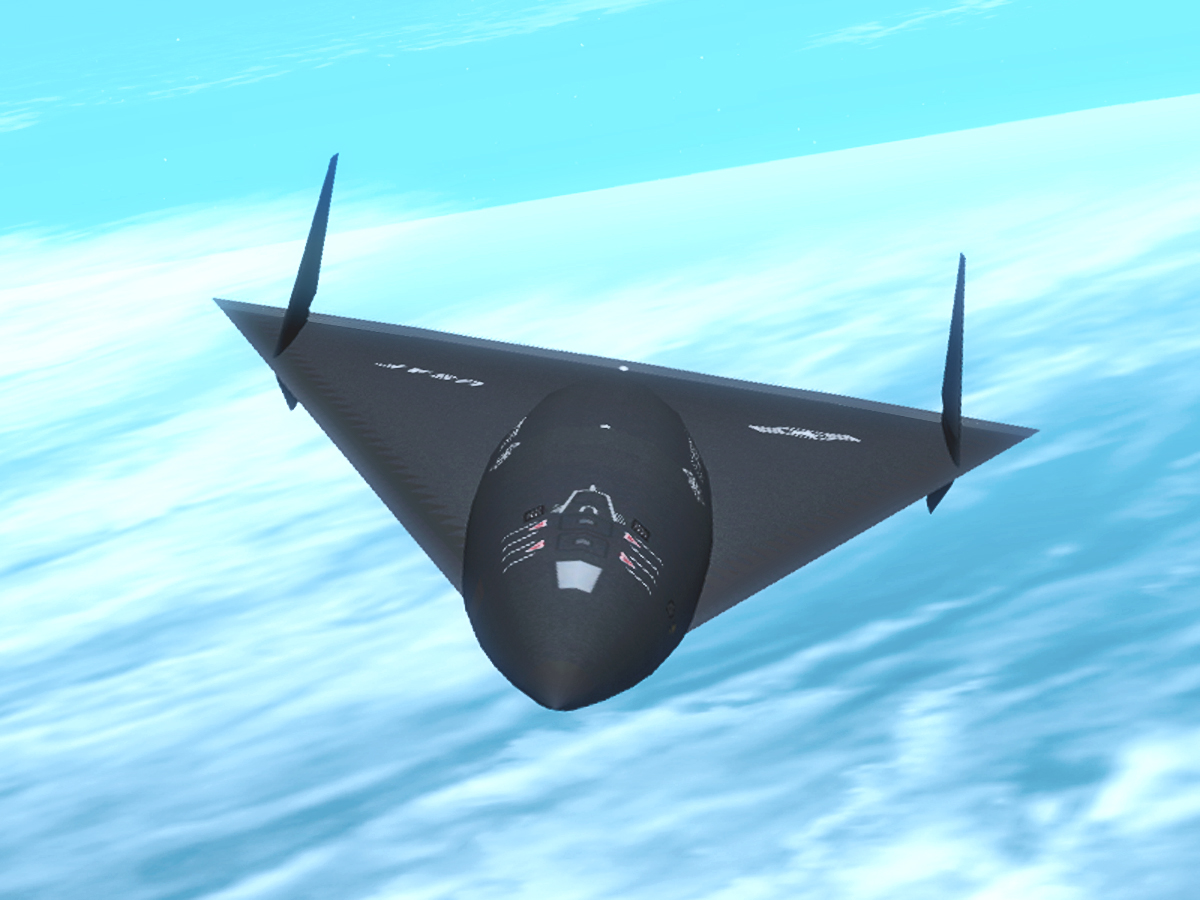
SR-91 Aurora

В США фирма Northrop занималась самолётами по схеме «летающее крыло» с 1930-х годов. Джон Нортроп — основатель фирмы Northrop — был большим энтузиастом этой конструктивной схемы и старался проводить её в проектах, где аэродинамическая схема оставлялась на усмотрение разработчика. Так, он прибег к схеме «летающего крыла» при разработке прототипа Northrop N-1M 1941 года и перспективного истребителя P-56 Black Bullet во время войны.
Первым был создан и начал проходить испытания в 1946 году дальний тяжёлый бомбардировщик XB-35, программа которого была закрыта после того, как в 1949 году разбились все летающие прототипы. На базе неё в 1947 году был создан новый бомбардировщик Northrop YB-49, для которого три предсерийные машины XB-35 были переоборудованы под реактивные двигатели Allison J35-A-5 тягой 1814 кгс. Испытательные полёты продолжались на протяжении 1950-х годов, хотя программа B-49 также была закрыта.
Опыт, полученный в результате разработок этих самолётов, был развит лишь через несколько десятилетий, в сочетании с комплексной программой снижения радиолокационной и инфракрасной заметности (стелс-технологии). Компанией Lockheed на базе сделанного в 1977—1978 годах экспериментального прототипа Have Blue был создан первый современный серийный самолёт со схемой «летающее крыло» и технологиями стелс — ударный истребитель F-117 Nighthawk, который начал полёты с 1981 года, применялся в ряде конфликтов, производился до 1990 года и был снят с вооружения в 2008 году.
Далее вновь компанией Northrop был создан тяжёлый стратегический бомбардировщик со схемой «летающее крыло» и стелс-технологиями B-2 Spirit, который стал самым дорогим самолётом за историю авиации, начал совершать полёты с 1989 года и продолжает находиться в строю, хотя производство было прекращено в 1999 году.
Boeing/Lockheed Martin и Northrop разрабатывают проекты менее дорогого чем B-2 дальнего стратегического стелс-бомбардировщика схемы «летающее крыло» B-3 (NGB — Next-Generation Bomber, 2018 Bomber, LRS-B — Long Range Strike Bomber) и Northrop B-21 Raider для вооружения после 2025 года.
Треугольную схему «летающее крыло» имеет предположительно стоящий на вооружении США с конца 1990-х годов строго засекреченный гиперзвуковой стратегический стелс-разведчик SR-91 Aurora.
Разновидности «летающего крыла» были реализованы в БПЛА Boeing X-48 и других проектах.

### Китай
В Китае компанией Xi'an Aircraft Industrial Corporation разрабатывается дальний стратегический стелс-бомбардировщик Xian H-20, прототип которого стал вторым современным тяжёлым самолётом схемы «летающее крыло» и начал полёты в 2013 году с перспективой встать в боевой строй к 2025 году.

### Россия
В России ОКБ Туполева разрабатывает тяжёлый дальний стратегический бомбардировщик схемы «летающее крыло» со стелс-технологиями ПАК ДА, который должен испытываться после 2025 года.
Также разработан опытный образец ударного БПЛА С-70 «Охотник». Испытания проводятся с 2018 года. А 27 сентября 2019 года он совершил совместный полёт с истребителем 5-го поколения Су-57. Планируется ввести в эксплуатацию в 2020-м году, а в серийное производство — в 2024 году.